# Транспорт в Химачал-Прадеш
Развитие диких районов Химачал-Прадеша — одно из главных направлений государственной политики экономического развития региона. Границы округов Киннаура, Лахаула, Спити и Панги и Брахмоура техсила округа Чамба — до сих пор неразвитые «племенные» районы, расположенные рядом с границами Тибета. Из-за малой доступности, жизнь в этих районах проходит в изоляции.

## История и развитие
Киннаур был открыт (для посещения) в начале 1960-х, когда достроили Индустанско-Тибетское шоссе. Лахаул открылся в конце 1960-х, когда дорога прошла через Рохтанг Ла. Лахаул имеет сообщение только через Рохтанг Ла (4000 м), Кунзум (4600 м) и Бараларча (4300 м).
Спити — до сих пор слаборазвита и представляет собой холодную пустыню.
Постройка эффективной дорожной системы была основной целью первой пятилетки. В штате было два аэропорта, Бхинтар в Куллу, и Джуббархатти около Шимла. Только к январю 1991 года Химачал был подсоединён к железнодорожной линии Дели-Нангал. Хотя железнодорожного и воздушного транспорта не хватает для нужд населения, Химачал имеет уникальную дорожную систему.

## География
Географические условия Гималаев — главное препятствие для развития транспортной системы. Всё же, высокогорные дороги Химачала — уникальный пример дорожного строительства в Индии. Также имеются три аэропорта, две узкоколейки, но дороги всё равно основной вид транспорта.

## Дороги

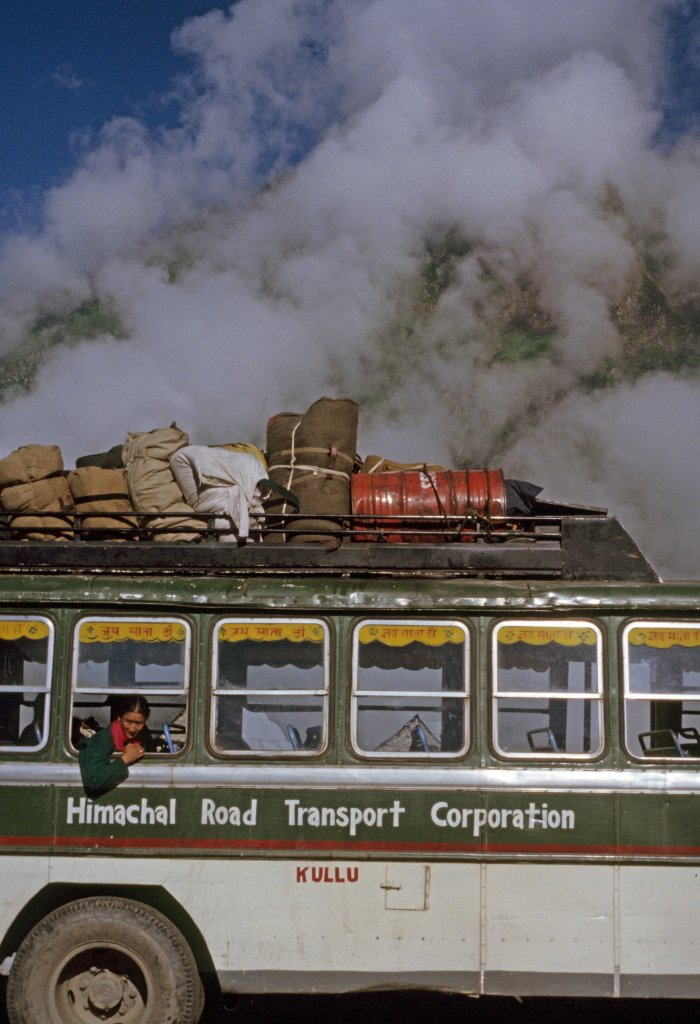
Химачальская дорожная транспортная корпорация, автобус около Манали

Девять национальных шоссе (national highways — NH) пересекают штат, общая длина 1235 км. NH 1A соединяет Шашпур. NH 20 проходит через Патханкот, Чакки, Нирпур, Палампур и Манди. NH 21 соединяет Чандигарх с Манали через Манди. NH 22 соединяет Амбалу с Кауриком через Калка, Шимла и Вангту. NH 70 проходит через Мабаракпур, Амб, Надаун и Хмирпуп. NH 21A начинается у Пинджора в Харьяне, проходит через Налагарх и достигает Сваргхата, где соединяется NH 21. NH 88 соединяет Шимлу с Кангрой через Хамирпур и Надаун. NH 72 начинается у Амбалы и проходит через Амб и Паунта Сахиб в Химачале до того как прекратиться у Харидвара в Уттаракханде.
В добавление к национальным шоссе, в штате есть сеть шоссе и просёлочных дорог. Туристические места Химачала, как Шимла, Манали, Дхарамсала и тд хорошо соединены дорогами. Некоторые из дорог Химачала сезонные и закрываются из-за снегопадов и муссонов, оползней и размывов. Лех-Манальское шоссе, например, закрыто большую часть зимы. Всемирный банк утвердил кредит в $ 220 млн в 2007 на улучшение дорожной сети Химачала.
Правительственная Химачальская дорожная транспортная корпорация организовала автобусное сообщение по туристическим маршрутам штата, нет недостатка в частных. Несмотря на холмы, Хамирпур имеет высочайшую плотность дорог в стране.

См. также
- Список округов Химачал-Прадеша по RTO
- Список государствоенных шоссе Химачал-Прадеша
- Лист главных окружных дорог Химачал-Прадеша

## Железные дороги

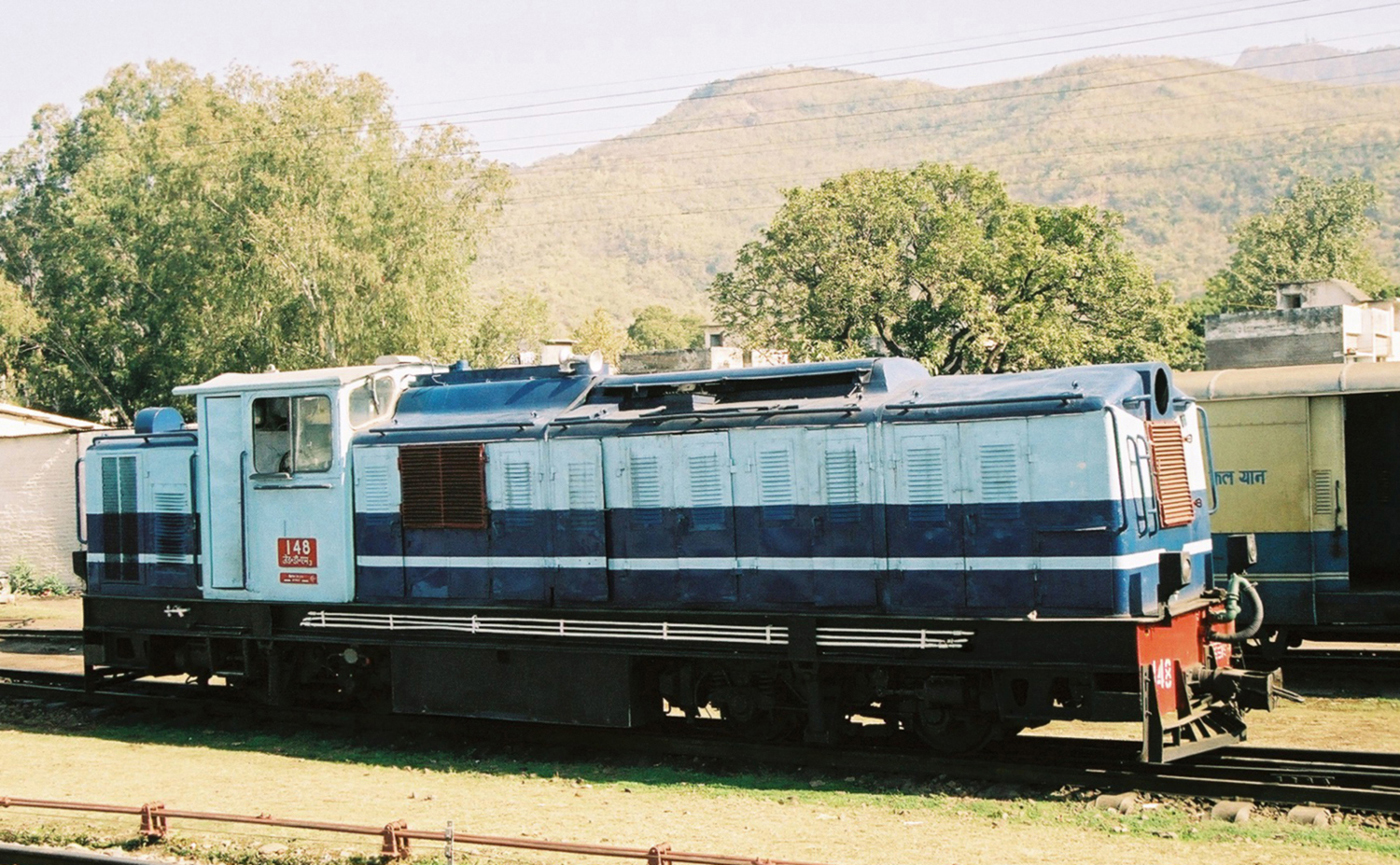
Калка-Шимлский дизельный локомотив 148 у Калки

В Химачале две узкоколейные железные дороги. Железная дорога Калка-Шимла тянется на 96 км. Она проходит через 102 туннеля и 864 моста. Дороги уже более века. Железная дорога Калка-Шимла — чудо инженерной мысли Британской Индии. Железная дорога Биласпур-Манди-Лех — пока ещё проект, когда и если он будет осуществлён, эта железная дорога станет длиннейшей в штате и высочайшей в мире.
Дорога Патханкот-Джогиндернагар тянется на 113 км.
Обе эти дороги экономически нецелесообразны, но работают из-за их культурного значения.
Ширококолейная дорога соединяет дамбу Нангал в Пенджабе и Уну. В настоящее время эта линия продлена до Иалвара (Пенджаб) с оперативным отрезком у Чуру Такарла.
Уна соединена с Нью-Дели экспрессами Джа Шатабди и Химачальским Экспрессом.

## Воздух
Три аэропорта в Химачал-Прадеше: Шимлский аэропорт около Шимлы, Гаггалский аэропорт около Кангры и Бхунтарский аэропорт около Куллу. Зимой часто не летают. У всех этих аэропортов ВПП короче 4000 футов и следовательно там могут работать только малые суда, как 18-местный Дорньер и 42-местный ATR, самые распространённые на этих маршрутах.

## Ссылки

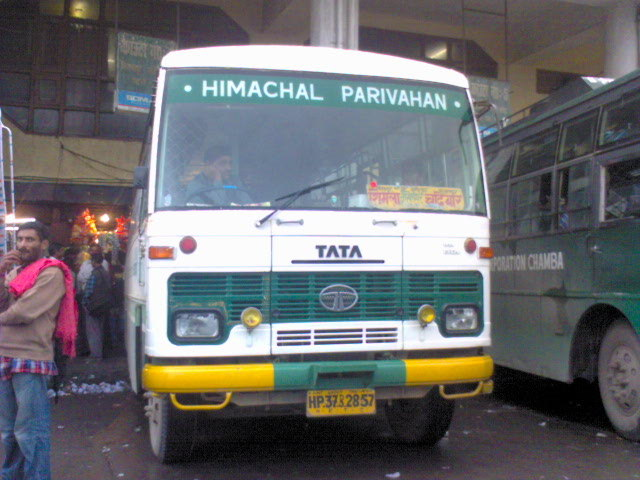
Химачальская дорожная транспортная корпорация, автобус на Шимлском автовокзале